# Кузичкин, Сергей Николаевич
Сергей Николаевич Кузичкин (род. 28 сентября 1958, Тайшет, Иркутская область, СССР) — российский писатель-прозаик.

## Биография
Родился 28 сентября в Тайшете Иркутской области в 1958 году. Работал в газетах Иркутской области, Алтайского и Красноярского краёв. В 2005 году закончил Высшие литературные курсы в Литературном институте имени А. М. Горького в Москве. Член Союза писателей России.

## Творчество
Первый рассказ «Совсем простая история» был напечатан в местной объединённой газете «Заря коммунизма» 1 января 1980 года. В 1979—1983 гг. входил в состав литературного клуба «Бирюса» (под председательством Петра Шумкова). Печатался в центральных газетах: «Сельская жизнь», «Лесная газета», «Гудок», «Московский железнодорожник», «Российский писатель», во многих городских районных и многотиражных газетах Иркутской области, Красноярского и Алтайского края; в коллективных сборниках столичных издательств: «Детская литература» (1983, 1988), «Литературная Россия» (2004, 2006); литературных журналах и альманахах: «Московский Парнас», «Медвежьи песни» (Санкт-Петербург), «Сибирские огни» (Новосибирск), «Гостиный двор» (Оренбург), «Поэты Енисея», «День поэзии Красноярского края», «Кедры» (Красноярск), «Новый Енисейский литератор», «Енисей», «Новое и Старое», «День и ночь», «Енисейка» (Красноярск), «Сибирячок» (Иркутск), «Луч» (Ижевск), «Алтай» (Барнаул), «Бийский вестник» (Бийск), «Южная звезда» (Ставрополь), «Симбирскъ» (Ульяновск), «Стрежень» (Тольятти), «Полярная звезда» (Якутск), «Знание-сила. Фантастика» (Москва), «Мир Севера» (Москва), «Берега Тавриды» (Симферополь), «Крым» (Симферополь), «Соотечественник» (Берген, Норвегия); «Szózat» («Зов», Будапешт, Венгрия), «Склянка часу» (Украина), «Новая Немига литературная» (Минск), «Простор» (Астана, Казахстан), «Нива» (Алматы, Казахстан); «Новый свет» (Торонто, Канада), в еженедельниках «Литературная Россия» (Москва), «Обзор» (Чикаго, США).
Автор проекта изданных литературных альманахов: «В литературном кругу», «На втором круге», «День поэзии Литературного института» (издательство «Эко-пресс-2000» Литературного института имени А. М. Горького. Москва). Автор романа в четырёх книгах «Двадцать лет и одна ночь» («Избранники Ангела») и трилогии «Времена и Бремена» состоящей из книг: «Время невостребованной любви», «Время пьяных мужчин», «Время зрелых женщин», а также сборника стихов и девяти книг повестей и рассказов.
В 2006 году в московском издательстве «Амадеус» отдельной книгой вышел роман «Андрей + Наташа» («Шуруп и Вобла»).
В 2016 году в Красноярске вышел роман в четырёх книгах «Двадцать лет и одна ночь».
С августа 2006 года автор проекта и редактор альманаха прозы, поэзии и публицистики «Новый Енисейский литератор» (Красноярск) и ряда приложений к альманаху. Среди них:
- «Поэты на берегах Енисея XVIII—XXI вв. Антология одного стихотворения»,
- «Писатели на берегах Енисея XIX—XXI вв. Антология короткого рассказа»,
- «Енисейская новелла XX—XXI вв.»,
- «Енисейские писатели. В начале XXI века» (библиографический биографический справочник),
- «Новые Енисейские песни»,
- детский журнал «Енисейка».

## Награды
- Лауреат «Московского Парнаса» в номинации «Проза» (2006).
- Лауреат Всероссийского конкурса литературного мастерства «Золотой листопад» в 2008 и 2010 гг. (Иркутск).
- Дипломант Третьего Международного конкурса детской и юношеской литературы им. А. Н. Толстого (Москва, 2009 год).
- Лауреат девятой международной литературной премии имени Сергея Михалкова (МСПС) «Лучшая книга-2016» (Москва)[1].
- Награждён медалью «300 лет со дня рождения М. В. Ломоносова». (2013)
- Медалью Василий Шукшин (2018)